# MGM-1 Matador
Le MGM-1 Matador, fabriqué par Martin, est le premier missile de croisière sol-sol construit par les États-Unis.

## Histoire

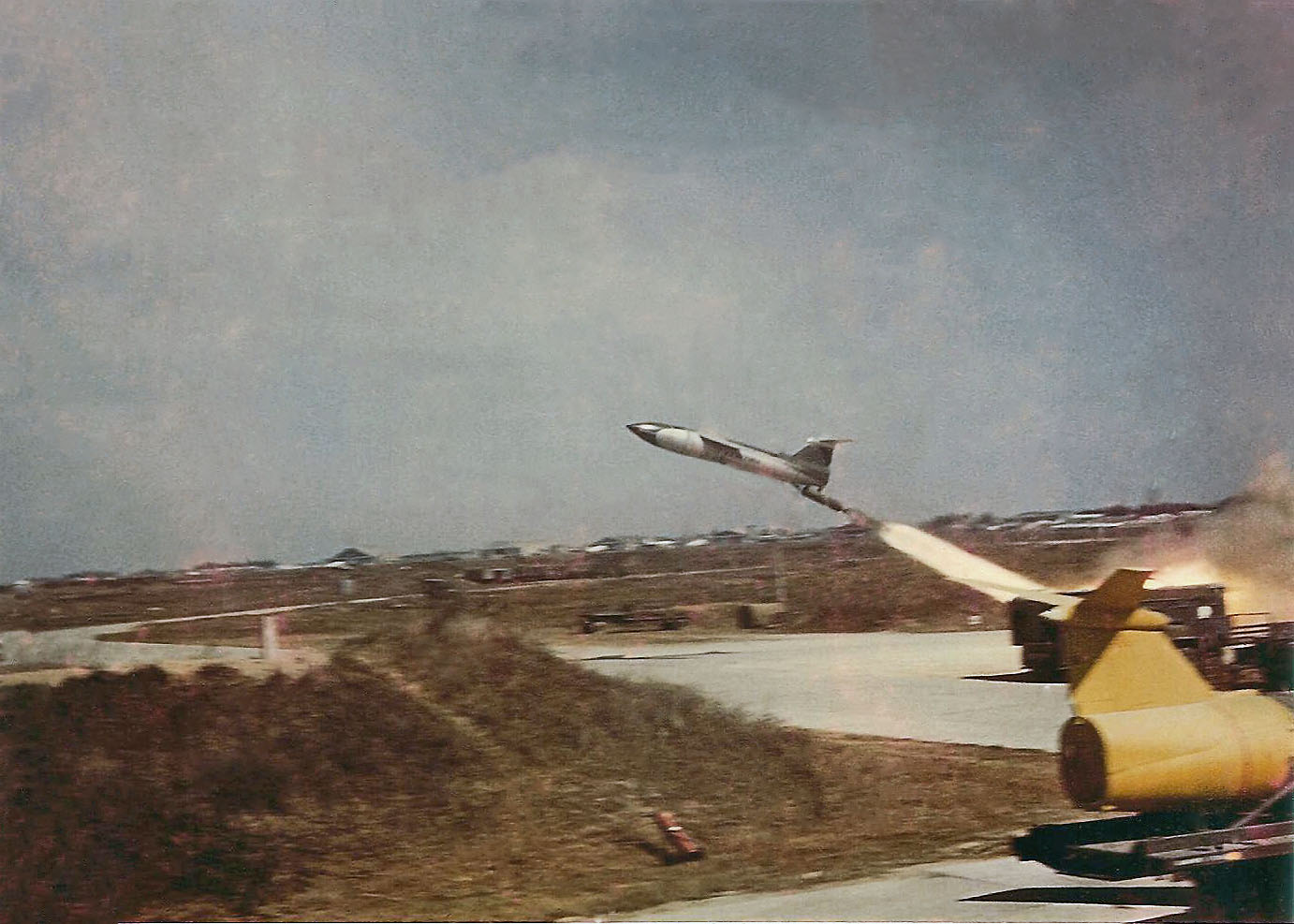
Lancement par le 868th Tactical Missile Squadron d'un missile TM-61C de la Tainan Air Base en 1959

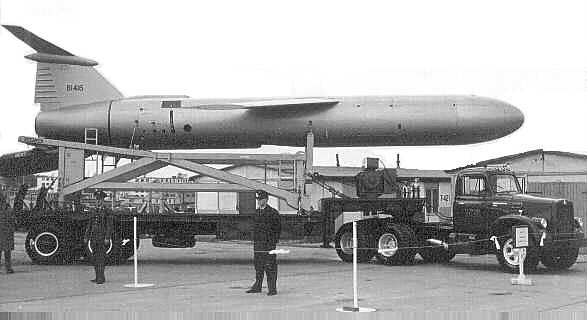
Un Matador à Bitburg Air Base en 1960.

Au moment de sa conception lancée dans la seconde moitié des années 1940, ce missile était désigné par « B-61 ». C'est le premier « bombardier sans pilote » de l'USAF. Le principe de fonctionnement ressemblait à celui du V1 avec la rampe de lancement sur sa remorque de transport. Un premier lancement eut lieu en 1949.
À la fin de 1953, un premier escadron de missiles était opérationnel mais ne fut pas déployé avant 1954. Il faisait partie du 1st Pilotless Bomber Squadron dépendant du Tactical Air Command à Bitburg Air Base en Allemagne de l'Ouest. Les B-61A étaient armés d'une ogive W5. Il pouvait aussi emporter une ogive d'explosif conventionnel de 2 000 livres mais cette possibilité n'a jamais été officiellement reconnue. À la fin des années 1950, tous les missiles Matador américains emportaient une ogive nucléaire dont 65 exemplaires ont été construits entre 1955 et 1961. Certains ont été déployés en Corée du Sud et à Taïwan. 24 missiles sont utilisés par la Luftwaffe de l’Allemagne de l'Ouest à partir de 1958.
En 1962, le nouveau système Tri-Service de désignation des appareils militaires américains lui donne la désignation de MGM-1.
Le dernier missile Matador américain quitte l'Europe en 1962. Ils sont retirés du service vers 1963. Ils sont remplacés par le MGM-31 Pershing dans les forces allemandes.

## Caractéristiques
Pendant ces années de guerre froide, un Matador doit pouvoir être lancé 15 minutes après la notification de l'ordre de tir et un deuxième missile lancé dans les 40 minutes. 

### Opérateurs
États-Unis: United States Air Force
- 38th Tactical Missile Wing (1958-1962)
  - 1st Pilotless Bomber Squadron - Bitburg Air Base, Allemagne de l’Ouest
  - 2d Pilotless Bomber Squadron - Hahn Air Base, Allemagne de l’Ouest
  - 69th Tactical Missile Squadron - Hahn Air Base, Allemagne de l’Ouest (dernière affectation[1])
- 58th Tactical Missile Group (octobre 1958-1962)[5]
  - 11th Tactical Missile Squadron
  - 71st Tactical Missile Squadron
  - 310th Tactical Missile Squadron - Osan Air Base, Corée du Sud
  - 868th Tactical Missile Squadron - Tainan Air Base, Taïwan

 Allemagne de l'Ouest : Luftwaffe
- Flugkörpergruppe 11 (1958-1963) - Kaufbeuren Air Base (en), Allemagne de l’Ouest